# 匈牙利阵线
匈牙利阵线（匈牙利語：Magyar Front）是匈牙利历史上的一个政治联盟。
在纳粹德国占领时期（1944年3月19日—1945年4月4日），除执政党箭十字党外，匈牙利的政党、宗教组织和群众组织都被迫转入地下。1944年5月，和平党（1944年9月2日，改名为共产党）、社会民主党、独立小地主、农民和公民党以及一些保王主义者组成反法西斯联盟“匈牙利阵线”；9月，全国农民党加入该联盟；10月10日，该联盟签署行动纲领。12月，该联盟被匈牙利民族独立阵线取代。
该联盟的中央领导机构是1944年9月成立的执行委员会，由参加联盟的政党和组织各派1名代表组成，萨卡希奇·阿尔帕德任主席。该联盟的目标是脱离战争（为此曾与霍爾蒂·米克洛什政权进行谈判）和展开针对纳粹德国的武装斗争。该联盟进行了广泛的宣传活动，并多次尝试组织武装抵抗。